# Elisabeth von der Pfalz (1540–1594)

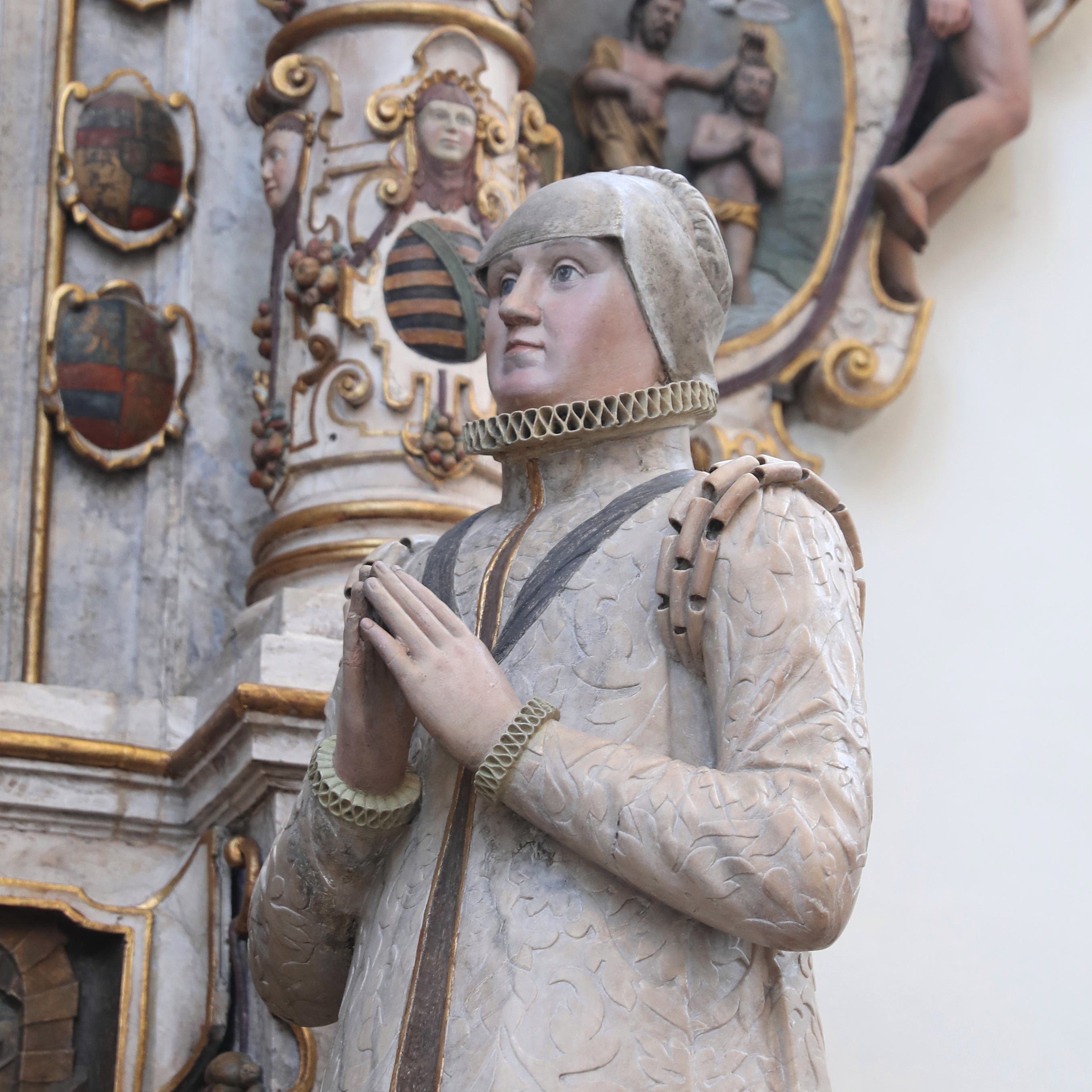
Epitaph der Elisabeth von der Pfalz

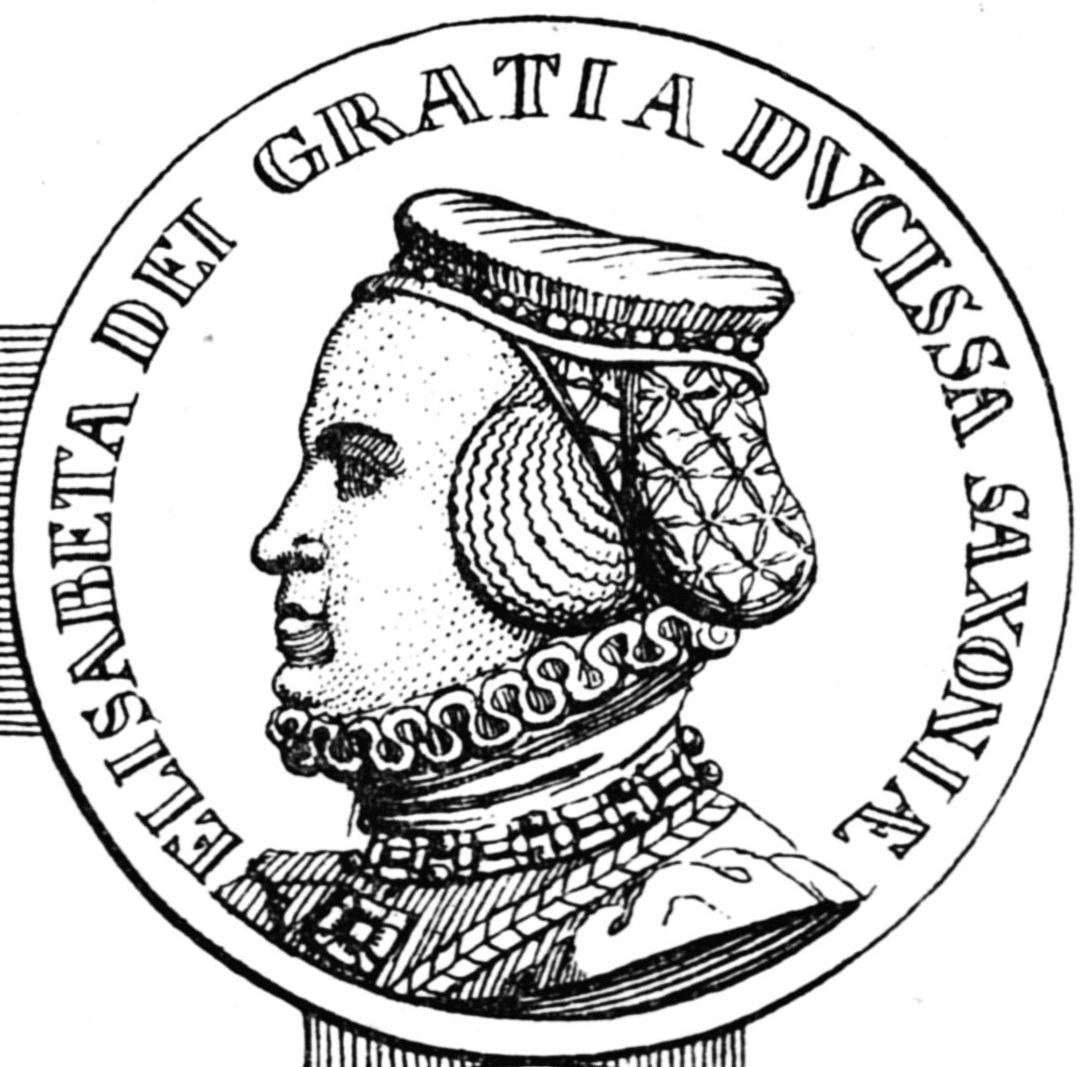
Elisabeth auf einer Medaille von 1576

Elisabeth von der Pfalz (* 30. Juni 1540 in Birkenfeld; † 8. Februar 1594 in Wiener Neustadt) war die zweite Frau des Herzogs Johann Friedrich II. von Sachsen.

## Leben
Elisabeths Eltern waren der spätere Kurfürst Friedrich III. von der Pfalz und Marie von Brandenburg-Kulmbach. Sie war das dritte Kind des Paares und das zweite, welches das Erwachsenenalter erreichte. Am 12. Juni 1558 heiratete Elisabeth in Weimar Herzog Johann Friedrich II. von Sachsen, den ältesten Sohn des sächsischen Kurfürsten Johann Friedrich des Großmütigen. Aus der Ehe gingen vier Söhne hervor:
- Johann Friedrich (1559–1560)
- Friedrich Heinrich (1563–1572)
- Johann Casimir (1564–1633), Herzog von Sachsen-Coburg

⚭ 1. 1586 (gesch. 1593) Anna von Sachsen
⚭ 2. 1599 Margarete von Braunschweig-Lüneburg
- Johann Ernst (1566–1638), Herzog von Sachsen-Eisenach

⚭ 1. 1591 Elisabeth von Mansfeld
⚭ 2. 1598 Christine von Hessen-Kassel
Als Residenz hatte Johann Friedrich II. Burg Grimmenstein in Gotha gewählt. Nachdem Kurfürst August von Sachsen im Rahmen der Grumbachschen Händel die Stadt und Burg belagert und am 13. April 1567 erobert hatte (sogenannter Gothaischer Krieg), kam Herzog Johann Friedrich der Mittlere in kaiserliche Gefangenschaft und wurde über Dresden im Juni 1567 nach Wiener Neustadt gebracht. Herzogin Elisabeth musste mit ihren Kindern zunächst nach Eisenach und dann zu ihrer Schwester Dorothea Susanne, verheiratet mit Herzog Johann Wilhelm I. von Sachsen-Weimar, dem Bruder ihres Mannes, nach Weimar ziehen. Ende 1568 zog sie wieder nach Eisenach, zunächst in den Zollhof, dann auf die Wartburg, schließlich ins Schloss nach Eisenberg.
In der Folgezeit schrieb sie eine Vielzahl von Bittbriefen, unter anderem an Kaiser Maximilian II., Kaiserin Maria und die Kurfürstin Anna von Sachsen, um die Freilassung ihres Mannes zu erreichen. Mit Hilfe ihres Vaters und ihrer Brüder erreichte sie 1570 auf dem Reichstag zu Speyer, auf dem sie im Heidelberger Schloss ihres Vaters vor Kaiser Maximilian II. einen Fußfall machen durfte, die Wiedereinsetzung ihrer Söhne als erbberechtigte Fürsten des Reiches. Bis zum Erfurter Teilungsvertrag vom 6. November 1572 war Herzog Johann Wilhelm I. von Sachsen-Weimar Vormund der Söhne, danach wurden es neben Johann Georg (Brandenburg) (ab 1578 Markgraf Georg Friedrich von Brandenburg-Ansbach) und Kurfürst Friedrich von der Pfalz auch Kurfürst August von Sachsen, der für eine Erziehung unter seiner Aufsicht und in seinem Sinne sorgte. 
Im Sommer 1572 zog Elisabeth zu ihrem Mann in die Gefangenschaft in der Burg der Wiener Neustadt. Von dort ist sie noch zweimal nach Coburg zurückgekehrt. Am 5. August 1572 starb in Eisenberg der Sohn Friedrich Heinrich. Die zwei jüngsten Söhne Johann Casimir und Johann Ernst zogen am 5. Dezember 1572 in die Ehrenburg nach Coburg, wo sie unter der Statthalterschaft Graf Barbys, eines Vertrauten Kurfürst Augusts, aufwuchsen.
Im Juni und Juli 1578 fuhr Elisabeth über Prag, wo sie erfolglos Kaiserinwitwe Maria sprechen wollte, nach Coburg, wo sie sich mit ihrer jüngeren Schwester Dorothea Susanna traf. Im Jahr 1583 reiste Elisabeth in der Zeit von März bis August über Prag und Coburg nach Weimar, um an der am 5. Mai stattfindenden Hochzeit von Friedrich Wilhelm mit Sophia von Württemberg teilzunehmen und um Kurfürst August sprechen zu können. Allerdings sagte der Kurfürst ab. Der Rückweg führte sie zu ihrem Bruder Kurfürst Ludwig VI. von der Pfalz in Heidelberg, wohin ihre Söhne sie begleiten durften.

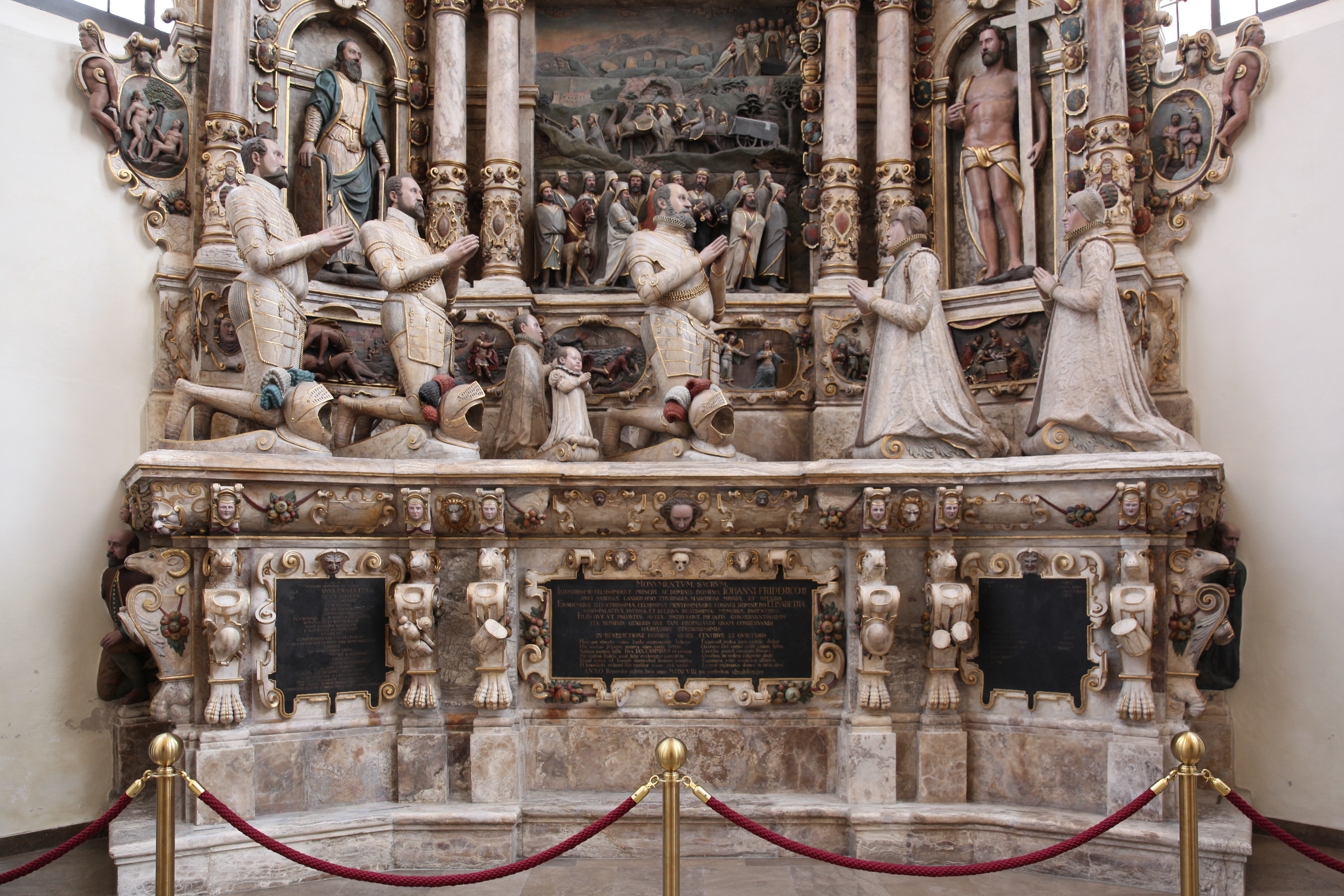
Epitaph in der Coburger Morizkirche,
Elisabeth rechts außen kniend

Am 8. Februar 1594 starb Elisabeth im Zeughaus in Wiener Neustadt. Ihr Herz und ihre Eingeweide wurden in der  Filialkirche Winzendorf getrennt bestattet. Es war dies eine Patronatskirche der mit dem Herzogspaar befreundeten österreichischen protestantischen Adelsfamilie Teufel. Ende des Jahres folgte die Heimführung der Leiche der Herzogin und am 30. Dezember 1594 das Begräbnis in der Coburger Morizkirche. Dort ließ Herzog Johann Casimir 1598 seinen Eltern, Johann Friedrich II. von Sachsen war 1595 gestorben, durch den Heldburger Bildhauer Nikolaus Bergner ein zwölf Meter hohes Alabaster-Grabmal aus Heldburger Alabaster setzen, das zu den schönsten Renaissance-Epitaphien in Deutschland gezählt wird.